# SPAD S.A1
SPAD S.A1 – francuski dwumiejscowy samolot myśliwski w układzie dwupłatu z okresu I wojny światowej, zaprojektowany przez inż. Louisa Béchereau i zbudowany w 1915 roku w wytwórni Société (anonyme) Pour L’Aviation et ses Dérivés (SPAD). Używana w niewielkiej liczbie przez Aéronautique Militaire maszyna była pierwszą konstrukcją zakładów SPAD i protoplastą kolejnych modeli zbudowanych w podobnej koncepcji: S.A2, S.A3 i S.A4.

## Historia
Podstawowym problemem pierwszych samolotów wojskowych I wojny światowej było strzelanie w locie. Najprostszym sposobem było zamontowanie karabinu maszynowego w przedniej kabinie samolotu ze śmigłem pchającym, co zostało najszybciej zaimplementowane na brytyjskich i francuskich maszynach takich jak Voisin LA, Royal Aircraft Factory F.E.2 czy Airco DH.2. Innym rozwiązaniem było strzelanie poprzez tarczę śmigła, co zostało zastosowane przez Rolanda Garrosa na samolocie Morane-Saulnier L, a następnie Morane-Saulnier N: śmigło wyposażono w specjalne kliny odbijające pociski poprzecznie do jego łopat, co jednak prowadziło do szybszego zużycia silnika od dodatkowych sił działających na wał. Najlepszą metodą okazał się jednak zaprojektowany w Niemczech przez Antona Fokkera synchronizator karabinu maszynowego, zaprezentowany po raz pierwszy na samolocie Fokker M.5K i używany następnie w myśliwcach E.I, E.II i E.III.
Odmienną drogą poszedł inż. Louis Béchereau, główny konstruktor nowo powstałej francuskiej wytwórni lotniczej Société (anonyme) Pour L’Aviation et ses Dérivés (SPAD), który opracował oryginalny projekt dwupłatowego dwumiejscowego samolotu myśliwskiego napędzanego śmigłem ciągnącym, z kabiną strzelca umieszczoną przed układem napędowym. Rozwiązanie to zostało opatentowane 27 lutego 1915 roku pod nazwą Brevet d’Invention No. 498.338 (z uzupełnieniem z 7 czerwca 1915 roku 1ere Addition No. 22.088). Prototyp samolotu został oblatany 21 maja 1915 roku. Podczas prób w locie prototypu zanotowano prędkość maksymalną 150 km/h oraz następujące wartości prędkości wznoszenia: 2 minuty 10 sekund na wysokość 500 metrów, 4 minuty 33 sekundy na 1000 metrów, 5 minut 45 sekund na 1500 metrów, 7 minut 40 sekund na 2000 metrów, 11 minut 35 sekund na 2500 metrów i 16 minut 5 sekund na 3000 metrów. Osiągi nazwanej S.A1 maszyny były na tyle lepsze od używanych przez Aéronautique Militaire samolotów w układzie ze śmigłem pchającym, że dowództwo lotnictwa zdecydowało o złożeniu zamówienia na produkcję seryjną myśliwca. Maszyny seryjne różniły się od prototypu dodatkowymi otworami z przodu kadłuba i w gondoli (zakrytymi siatkami stalowymi) w celu polepszenia chłodzenia silnika, ulepszonym mocowaniem gondoli do górnego płata, otworem obserwacyjnym w podłodze gondoli oraz oddzieleniem strzelca od wirującego śmigła wykonaną z drutu siatką. Łącznie wykonano zaledwie 11 sztuk tego modelu (wraz z prototypem), gdyż w wyniku ulepszenia konstrukcji na linię produkcyjną trafił kolejny wariant samolotu S.A2, który został zbudowany w liczbie 99 egzemplarzy.

## Użycie
Nie wiadomo dokładnie, kiedy pierwsze seryjne samoloty SPAD S.A1 weszły w skład wyposażenia eskadr (fr. Escadrille) Aéronautique Militaire, ale stało się to prawdopodobnie latem 1915 roku. Ze względu na brak bliższych danych przyjmuje się, że do użytku operacyjnego na froncie zachodnim trafiło niewiele tych maszyn, a większość wykorzystywano w celach treningowych bądź umieszczono w rezerwie.

## Opis konstrukcji i dane techniczne

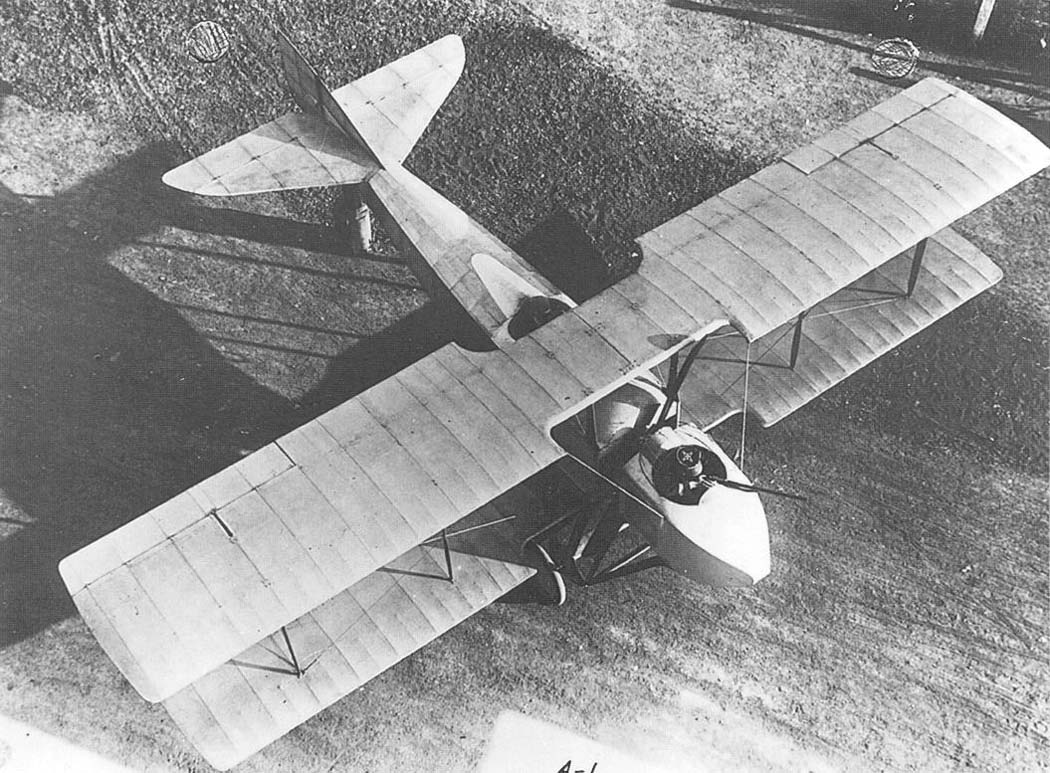
SPAD S.A1

SPAD S.A1 był jednosilnikowym, dwumiejscowym dwupłatem myśliwskim o konstrukcji drewnianej. Kadłub o przekroju prostokątnym tworzyła drewniana kratownica, oprofilowana w górnej części listewkami na kształt półokrągły. Kadłub pokryty był płótnem (z wyjątkiem przodu i osłony silnika z pokryciem z blachy aluminiowej i dalej ze sklejki aż do kabiny pilota). Długość samolotu wynosiła 7,29 metra, a jego wysokość 2,6 metra. Masa własna wynosiła 425 kg, zaś masa całkowita (startowa) 710 kg. Płaty dwudźwigarowe, jednoprzęsłowe, konstrukcji drewnianej, o obrysie prostokątnym, z zaokrąglonymi końcami, z wycięciami na krawędzi natarcia i z tyłu w centralnej części. Rozpiętość skrzydeł wynosiła 9,1 metra (identycznie dla górnego i dolnego płata), zaś powierzchnia nośna wynosiła 25,35 m². Lotki umieszczone zostały na górnym i dolnym płacie i poruszane były za pomocą systemu składającego się z prowadzącego od drążka sterowego pręta oraz dźwigni i popychaczy. Stateczniki (pionowy i poziomy) miały kształt trójkątny (na prototypie, egzemplarze seryjne otrzymały powiększony, trapezowy statecznik poziomy), a usterzenie trapezowy, z zaokrąglonymi rogami. Podwozie dwukołowe, z drewnianymi goleniami; z tyłu płoza ogonowa. Wykonana z podłużnic jesionowych i pokryta sklejką gondola strzelca–obserwatora umocowana była do zawiasów na goleniach podwozia za pomocą drewnianych wsporników w kształcie litery „V” oraz do górnego płata (na prototypie stalowymi linkami), a także podtrzymywana przez łożysko przymocowane z tyłu przegrody i osadzone na wale napędowym. Gondola po odpięciu od górnego płata odchylała się do przodu, co pozwalało na swobodny dostęp do układu napędowego i łatwiejsze uruchamianie silnika. Komunikacja między pilotem a strzelcem odbywała się poprzez rurę głosową biegnącą od gondoli przez piastę śmigła do kokpitu pilota.
Napęd stanowił chłodzony powietrzem 9-cylindrowy silnik rotacyjny Le Rhône 9C o mocy 59 kW (80 KM), napędzający śmigło ciągnące. Zbiorniki paliwa i oleju zostały zamontowane na górze kadłuba przed kabiną pilota. Prędkość maksymalna na poziomie morza wynosiła 135 km/h. Długotrwałość lotu wynosiła 2,75 godziny. Maszyna osiągała wysokość 2000 metrów w czasie 20 minut, zaś pułap praktyczny wynosił 3000 metrów.
Uzbrojenie składało się z umieszczonego na obrotnicy pojedynczego karabinu maszynowego Lewis kalibru 7,7 mm strzelca–obserwatora.